# Carl Kaufmann (Leichtathlet)
Carl „Charly“ Kaufmann (* 25. März 1936 in Brooklyn; † 1. September 2008 in Karlsruhe) war ein deutscher Leichtathlet, der für die Bundesrepublik Deutschland startete.
In seiner Disziplin, dem 400-Meter-Lauf, wurde er in Folge von 1958 bis 1960 dreimal West-Deutscher Meister und gewann bei den Olympischen Spielen 1960 in Rom in spektakulärer Weise in Weltrekordzeit die Silbermedaille, sowie ebenfalls Silber mit der 4-mal-400-Meter-Staffel.
Der ausgebildete Tenor, der „Bel Ami der Aschenbahn“, hatte mit Und Amor läuft mit auch relativen Erfolg als Schlagersänger. Nach seiner Sportlerlaufbahn arbeitete er zuletzt als Fachlehrer für Sport, Religion, Natur und Technik in seiner Heimatstadt an einer Realschule und leitete in der Waldstadt bis zuletzt auch das von ihm im Oktober 1967 gegründete Kellertheater Die Käuze. Seit April 2015 erinnert das Carl-Kaufmann-Stadion hinter der Europahalle an den Leichtathleten.

## Leben

### Eltern, Schule, Musik, Theater, Anfänge im Sport
Carl Kaufmann wurde als Sohn von Wilhelm (1895–1990) und Margarete Kaufmann, geb. Brünner, im New Yorker Stadtteil Brooklyn geboren.
Der Vater Carl Kaufmanns, geboren in Buchen im Odenwald, ein gelernter Tapeziermeister und Polsterer, arbeitete dort als Außenhandelskaufmann. Zu Beginn des Zweiten Weltkrieges weilte die Familie zu Besuch in Deutschland und als eine Rückkehr nach Amerika unmöglich wurde, ließ sie sich in Karlsruhe nieder.
Kaufmanns Mutter Margarete wurde 1910 im badischen Gernsbach geboren. Ihr Vater Joseph Brünner war Oberregierungsrat und Chef des Vermessungsamtes in Karlsruhe. Der Großonkel von Carl Kaufmann, Egon Eiermann, zählte zu den bedeutendsten Architekten in Deutschland nach dem Zweiten Weltkrieg, der unter anderem den Wiederaufbau der Kaiser-Wilhelm-Gedächtniskirche geplant und den deutschen Pavillon bei der Weltausstellung in Brüssel 1958 entworfen hatte.
Ab 1947 besuchte Carl Kaufmann in Karlsruhe das Bismarck-Gymnasium. Carl liebte Fußball und spielte in der Mannschaft des Bismarck-Gymnasiums. Er war ein schneller Linksaußen und konnte sich gut bewegen, war zudem geschickt mit dem Ball und erlief mühelos weite Vorlagen. Als er 14 Jahre alt war, hat der VfB Mühlburg versucht, ihn zu einem Wechsel in seine Jugendabteilung zu überreden. Carl wollte aber weiterhin seine sportlichen Aktivitäten frei gestalten und machte so weiter wie bisher. Bis zum 13. September 1953. Der Karlsruher Turnverein (KTV) veranstaltete ein Sportfest, wo auch Klassenkameraden von Carl teilnahmen und ihn zu einem Besuch animierten. Als der 100-Meter-Lauf ausgetragen wurde, überredeten sie den schnellen Fußballkameraden dazu, mitzumachen. Carl läuft und gewinnt in 11,9 Sekunden. Ab dem Moment war er der Faszination des wettkampfmäßigen Laufens verfallen. Er schließt sich dem KTV an und wird von seinem Sportlehrer am Bismarck-Gymnasium, Emil Welschinger, trainiert. Der gemeinsame Wunsch, im Lauf zu triumphieren, fesselt den jungen talentierten Läufer und den alten erfahrenen Trainer aneinander. Welschinger baut in den nächsten sechs Jahren das Talent gezielt auf und bemerkt über seinen langschrittigen Schützling, dass er ein „wunderbar rhythmisches Laufgefühl hätte, wie er es noch bei keinem Läufer gesehen habe.“ Mitte Juni 1954 gewinnt Carl im Hochschulstadion die Karlsruher Kreismeisterschaften über die 100 Meter in 10,9 Sekunden.
Nach dem verletzungsbedingten Scheitern an der Olympiateilnahme 1956 in Melbourne fuhr Kaufmann stets zweigleisig – sowohl sportlich als auch künstlerisch: „Ich habe sehr hart trainiert, aber nie lange. Die Melbourne-Geschichte hat mich gelehrt, dass ich mich nicht nur auf Sport verlassen kann. Von 1956 an war ich in Karlsruhe sowohl am Sport-Institut der Technischen Universität als auch am badischen Konservatorium für die künstlerische Ausbildung eingetragen.“ Dazwischen trainierte er, ohne sein eigentliches Berufsziel aus den Augen zu verlieren.
Bei der Abstimmung der deutschen Sportpresse kam Kaufmann 1959 hinter Martin Lauer und Rudi Altig bei der Wahl des „Sportler des Jahres“ auf den dritten Rang. Bei der Fernsehübertragung wurde er nicht nur für seine sportlichen Erfolge gefeiert, sondern auch für sein brillant hingelegtes Auftrittslied des Barinkay aus dem „Zigeunerbaron.“ Charly brachte quasi seinem Kameraden Martin Lauer ein Ständchen, für das der Karlsruher Musikstudent stürmischen Beifall erhielt. Er wollte unbedingt Sänger werden und hatte 1959 seine ersten öffentlichen Schubert- und Schumann-Konzerte gegeben und war auch im Fernsehen bei Otto Höpfner im „Blauen Bock“ aufgetreten. Am Schauspielhaus in Karlsruhe sang er mit seiner über zwei Oktaven reichenden Stimme den Tamino in der „Zauberflöte“, den Grafen Mantua in „Rigoletto“, studierte Opernpartien von Verdi und Puccini und bekam Angebote von verschiedenen Theatern. Zu Beginn des Olympiajahres 1960 erlangte er die Bühnenreife am Theater.
Neben seinem Studium am Klavier und Gesang an der Badischen Hochschule für Musik trat er auch als Schlagersänger auf. Seine Lieder Und Amor läuft mit und Eine Nacht in Taormina erreichten einen gewissen Bekanntheitsgrad. 1962 wurde er vom Intendanten der „Koblenzer Sommerspiele“ als Tenor verpflichtet, um in der Paul-Abraham-Operette Die Blume von Hawaii die Partie des Prinzen Lilo-Taro zu singen. 1967 gründete er das Amateurtheater Die Käuze in Karlsruhe, das er bis zu seinem Tod leitete.

### Die Karriere als Leichtathlet

#### Der 100- und 200-Meter-Läufer
Nach nicht einmal einem Jahr als Nachwuchssprinter des KTV wurde er bereits im August 1954 mit beachtlichen 11,0 s in Ludwigsburg Deutscher Jugendmeister über 100 Meter. Im Folgejahr, Kaufmann startete ab Ende 1954 für den Karlsruher SC, trainierte aber weiterhin mit Trainer Welschinger zusammen, gewann er mit 200 Meter im Einzel und der 4-mal-100-Meter-Staffel seine ersten deutschen Meisterschaften der Erwachsenen. Das 200-Meter-Finale gewann er zeitgleich gegen und die Staffel gemeinsam mit Heinz Fütterer. Noch blieben die 200 Meter die Distanz des jungen Läufers. Beim folgenden Länderkampf am 28. August 1955 in Stockholm gegen Schweden, liegen er und Fütterer ein Zehntel auseinander. Carl gewinnt in 21,3 s vor Fütterer mit 21,4 s. Fütterer weist immer wieder darauf hin, dass die 200-Meter-Niederlage bei der deutschen Meisterschaft 1955 in Frankfurt gegen den 19-jährigen „Charly“ Kaufmann seine schlimmste Niederlage gewesen sei. Ausgerechnet ein Vereinskamerad beendet Fütterers jahrelange Siegesserie. Am 17. September 1955 beim Länderkampf in Hannover gegen Frankreich gewinnen die drei KSC-Sprinter Lothar Knörzer, Kaufmann, Fütterer mit dem Kölner Manfred Germar die 100-Meter-Staffel in 41,0 s. Am selben Tag gewinnt Fütterer die 100 Meter in 10,4 s, Carl am 18. September die 200 Meter in 21,3 s. Zweimal lief die Länderstaffel in dieser Besetzung mit 40,7 s in Helsinki am 23. August und am 2. Oktober in Bukarest noch bessere Zeiten. In die „Spuren meiner Spikes“ betont Manfred Germar seine besondere Freude über die Staffelzeit beim Länderkampf in Helsinki vor 80.000 Zuschauern gegen Finnland in 40,7 s, welche Nachkriegsbestzeit einer deutschen Staffel gewesen sei, obwohl die Staffel im Ziel mehr als 15 Meter Vorsprung gehabt habe.
Mit berechtigten Aussichten vom DLV für die Olympischen Spiele 1956 in Melbourne nominiert zu werden, ging Kaufmann in das Jahr 1956. Der erste Rückschlag traf ihn während eines Olympialehrganges im Frühjahr 1956; er zog sich einen Muskelriss zu. Ernsthafte Sorgen kamen aber nicht auf, er hatte ja noch ein halbes Jahr bis zur Olympiade Zeit. Vier Wochen vor den deutschen Meisterschaften vom 17. bis 19. August in Berlin erlitt er wieder einen Muskelriss. Nun fuhr er zur Behandlung an die Uni-Klinik nach Freiburg. Nach dem Erhalt einer „Wunderspritze“ konnte er schon wieder nach drei Tagen schmerzfrei trainieren. Nach kurzem Training belegte er bei den deutschen Meisterschaften im 200-Meter-Lauf den dritten Platz. Die Schnelligkeit war schon wieder da, es fehlte nur auf den letzten Metern die Kondition. Acht Tage später spürte er im Training aber wieder die alte Verletzung. Er fuhr erneut nach Freiburg, bekam wieder eine Spritze und zunächst schien alles gut zu sein.
Im September wurde ein Juniorenländerkampf in Krakau gegen Polen zu seinem entscheidenden Nominierungskriterium. Er gewann die 100 Meter in 10,6 s und führte als Schlussläufer die 4-mal-100-Meter-Staffel zum Sieg. Nach dem Staffellauf spürte er aber sofort seine alte Verletzung wieder. Die Mannschaftsführung drängte ihn aber gegen seine persönliche Überzeugung noch zum Start zum 200-Meter-Lauf. Kurz vor dem Ziel erlitt er erneut einen Muskelriss und kam nur noch humpelnd über die Ziellinie. Für den 20-jährigen Carl Kaufmann war damit der Traum von Olympia vorbei. Es war ein sportlicher Tiefschlag und bittere Lebenserfahrung.
Die Lehren, die Carl Kaufmann aus den Verletzungsfolgen zog, die Erkenntnisse, die er daraus ableitete waren, dass der Sport nicht alles ist und der Ruhm sehr vergänglich wäre. Er begriff, dass er auf den Sport alleine nicht bauen konnte. Seine Säulen, die ihm Halt geben, auf die er baut neben dem Sport, sind die Schule, Theater und Musik. Er machte das Abitur und studierte in Karlsruhe Gesang bei Kammersängerin Elisabeth Friedrich.
Sportlich wird 1957 ein Jahr des Stillstandes, des Verharrens auf gutem nationalen Niveau. Füße und Beine funktionieren einwandfrei, aber eine Leistungsverbesserung gelingt über 100 und 200 Meter nicht. Er ist über 100 Meter in der Lage 10,5 und 10,6 Sekunden zu sprinten, pendelt sich über die 200 Meter in mehreren Läufen zwischen 21,2 und 21,6 Sekunden ein. Bei den deutschen Meisterschaften belegt er über die 200 Meter wie auch mit der 4-mal-100-Meter-Vereinsstaffel des KSC jeweils den 2. Platz.
Trainer Welschinger hat bereits in dieser Phase konkrete Pläne, Carl auf die 400 Meter vorzubereiten. „Mir war schon immer klar, dass Carl ein 400-Meter-Läufer wird. Bei diesem Schritt und dieser Organkraft. Aber wir wollten es erst im nächsten Jahr versuchen, um für die Olympischen Spiele 1960 aufzutrumpfen.“ „Charly“ Kaufmann selbst, denkt damals aber noch nicht an die 400 Meter; dazu bedarf es noch etlicher Überzeugungsarbeit durch den Trainer.

#### Der 400-Meter-Läufer

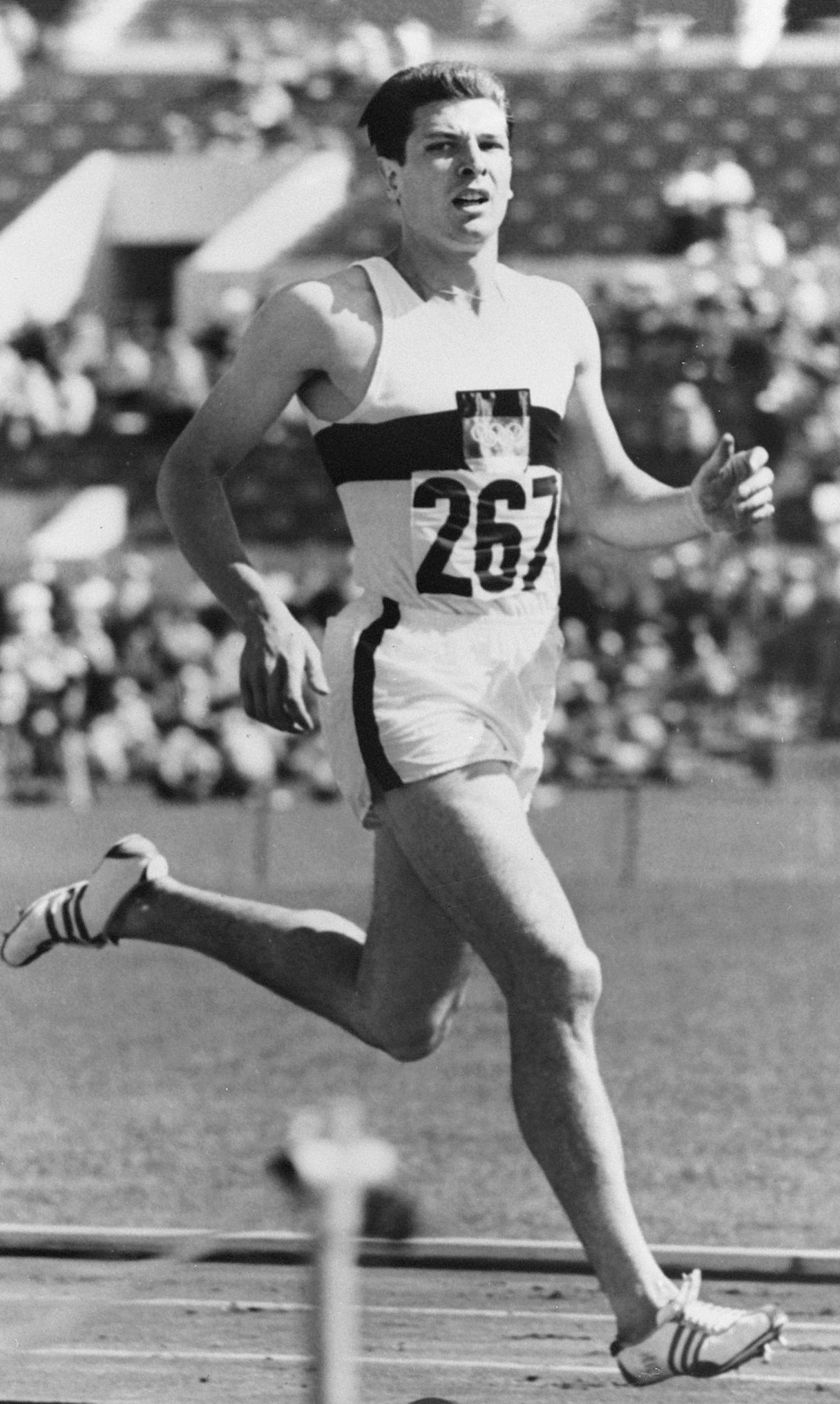
Carl Kaufmann, 1960

Nach längerem Zureden lief Carl zum Spaß über die 400 Meter. Das Ergebnis waren erstaunliche 47,9 s. Er findet Gefallen an dieser Strecke. Ab sofort geht’s für ihn darum, ein 400-Meter-Läufer der Spitzenklasse zu werden. Seine 400-Meter-Premiere beschreibt er so: „Drei Wochen vor den deutschen Meisterschaften 1958 hatte ich noch keine Qualifikation, weder über 100 Meter noch über 200 Meter. Mein Trainer und ich beschlossen deshalb, dass ich 14 Tage zuvor, bei den Süddeutschen Meisterschaften in St. Georgen, erstmals die 400 laufen sollte. Drei Tage vor der Süddeutschen lief ich bei einem Trainingslauf im Karlsruher Hochschulinstitut bei meinem ersten Versuch 47,9 Sekunden. Eine Zeit, die mir Zuversicht gab. Drei Tage später in St. Georgen gewann ich in 47,6. Das war mein Durchbruch über 400 Meter.“
Am 20. Juli 1958 läuft Kaufmann bei den deutschen Meisterschaften in Hannover die Stadionrunde in 46,9 Sekunden und gewinnt damit den Titel. Wolfgang Wünsche schreibt darüber im Sportbericht am 20./21. Juli 1958: „58. DM im Niedersachsen-Stadion in Hannover. Die größte Sensation war der 400-Meter-Lauf mit dem erwarteten Duell zwischen dem Karlsruher Carl Kaufmann und dem Olympiazweiten Karl-Friedrich Haas (Nürnberg). Trotz Außenbahn siegt Kaufmann in 46,9 s. Es war erst sein fünftes 400-Meter-Rennen.“ Kaufmann und Welschinger sind sich inzwischen sicher: 400 Meter sind die passende Strecke.
Sein Trainer setzt weiter auf Intervalltraining: „Das ist das Geheimnis. Wenn ein Läufer zum Beispiel die 400 Meter in 46 Sekunden laufen will, vorausgesetzt natürlich, dass er die physischen Voraussetzungen dazu mitbringt, dann muss er im Training über 100 Meter die Zeit todsicher laufen, die mit vier multipliziert 46 gibt, also 11,5 Sekunden. Es genügt aber nicht, die 100 Meter in 11,5 zu traben, sondern es muss durch das Intervalltraining die Ausdauer des Läufers so gestärkt werden, dass er dieses Tempo auch über 400 Meter durchhalten kann.“ Ein weiterer Kernsatz von Welschinger lautet: „Es gibt zwei Phasen während der Saison, in der der Athlet zu Höchstleistungen fähig ist. Während der sommerlichen Reife im Juni, Anfang Juli, und (acht Wochen später) bei beginnendem Herbst, Ende August, Anfang September. Das ist keine Zauberformel, sondern ein ganz natürlicher Rhythmus der Natur, dem der Mensch unterworfen ist.“ Die Entwicklung des Läufers Carl Kaufmann spricht nicht gegen die These seines Trainers.
Einen Monat später, am 21. August 1958 in Stockholm, reicht es für den durch eine Leistenentzündung gehinderten Deutschen Meister bei den 6. Europameisterschaften in 47,0 s „nur“ zum vierten Rang, zeitgleich hinter Altmeister Haas, der sich nochmals die Bronzemedaille erlaufen konnte. Als Startläufer bringt er seine Kameraden in der 4-mal-400-Meter-Staffel in Führung und kann sich am Ende über die Silbermedaille in 3:08,0 min gegenüber der siegreichen Staffel aus Großbritannien in 3:07,9 min freuen. In der Saison 1959 fühlte sich der Karlsruher besser denn je: „Ich spürte von den ersten Rennen an, dass ich abermals stärker geworden war. Vor allem besaß ich jetzt erst ein nahezu untrügliches Tempogefühl, das es mir ermöglichte, in jedem Rennen mein eigenes Rennen zu laufen, das heißt, nahezu ohne Rücksichtnahme auf die jeweiligen Gegner. Ich begann mit 47,7 Sekunden, steigerte mich rasch auf 47,0 Sekunden und war, als ich am 7. Juli in Zürich auf 46,4 kam, der drittschnellste Deutsche aller Zeiten über diese Strecke: nur Rudolf Harbig, der einstige Weltrekordmann über diese Distanz, und Karl-Friedrich Haas, der Olympiazweite von Melbourne, waren jemals schneller gewesen.“
Am 26. Juli gewinnt er in 46,9 s die deutsche Meisterschaft über 400 Meter. Beim Länderkampf am 1. August im White City Stadium in London gegen Großbritannien besiegte er in 46,8 s den amtierenden Europameister John Wrighton. Zum sportlichen Paukenschlag wurde der Lauf am 19. September 1959 auf der tempogünstigen 500-Meter-Bahn in Köln beim Länderkampf gegen Polen. In 45,8 s lief „Charly“ Kaufmann neuen deutschen Rekord, neuen Europarekord und zugleich Jahresweltbestzeit 1959!
Im Olympiajahr 1960 zieht er sich im Januar eine Knöchelabsplitterung zu, der Schrecken von 1956 sitzt immer noch tief und Kaufmann äußerte sich rückblickend zu der Situation: „Ich hätte nie gedacht, dass ich noch zu den Olympischen Spielen komme. Aber zum Glück hat's dann doch geklappt und ich war schneller gesund, als erwartet.“
Beginnend mit 46,4 s am 8. Juni in Bremen über die 400 Meter legte er eine beeindruckende Serie bis zum Höhepunkt am 24. Juli 1960 bei den deutschen Meisterschaften, mit dem Gewinn der deutschen Meisterschaft in 45,4 s, mit einem neuen Europarekord hin. Über den am 29. Juni in Frankfurt über die 200 Meter in 21,0 s ein starkes Rennen gelaufenen Kaufmann, gegen den gerade vor acht Tagen in Zürich mit 10,0 s über 100 Meter einen Weltrekord aufgestellten Armin Hary, berichtet Knut Teske in seiner Hary-Biografie „Läufer des Jahrhunderts“ mit den Worten: „Über 200 Meter musste Hary kämpfen. Carl Kaufmann, der sich nach seinem Wechsel vom Sprint zur Stadionrunde in der Olympiasaison in einer fantastischen Form präsentiert, attackiert Hary bis ins Ziel hinein, auch wenn sich der Weltrekordhalter im Finish erkennbar schont. Kaufmanns 21,0, die von den deutschen 400-Meter-Läufern heute kaum jemand erreicht, kratzte damals die Peripherie der Weltklasse.“
Kaufmanns Trainingsplan im Olympiasommer am Beispiel einer Woche im Juli dokumentiert:
Sonntag, 10. Juli, frei; Montag, 11. Juli, frei; Dienstag, 12. Juli: 20-mal 70 Meter in 8,2 Sekunden, im Abstand von jeweils einer Minute; Mittwoch, 13. Juli, frei; Donnerstag, 14. Juli, Unterricht als Lehramtsstudent plus einer Stunde Handball, Jogging und Massage; Freitag, 15. Juli: drei Starts mit Schwerpunkt Technik, drei Starts über 30 Meter, dreimal 70 Meter in 7,6 bis 7,8 Sekunden und einmal 300 Meter in 34,6 Sekunden; Samstag, 16. Juli, Eineinhalb Stunden Tennis.
Höhepunkt des 1,84 m großen und in seinen besten Tagen 73 kg wiegenden Athleten waren aber die Olympischen Spiele 1960 in Rom. Aus 54 Teilnehmern aus 42 Ländern wurden die sechs Starter für das Finale ermittelt. Nach den zwei Halbfinal-Läufen wurde deutlich, dass für die Medaillen nur vier der sechs Läufer ernsthaft in Betracht kamen: der indische Unteroffizier Milkha Singh, der stilistisch glänzend laufende rothaarige Malcolm Spence aus Südafrika, der Europarekordhalter Carl Kaufmann und der 28-jährige Sportstudent Otis Davis, der bei den US-Olympiasusscheidungen nur auf Platz drei gekommen war. Dem 19-jährigen US-Boy Earl Young vom Abilene Christian College und dem zweiten deutschen Vertreter, Manfred Kinder vom OSV Hörde, wurden keine Medaillenchancen eingeräumt. Bei der Bahnverteilung wurde Kaufmann die zweite, vor ihm Young auf der dritten, dann Davis auf Bahn vier, Spence auf fünf, Singh auf sechs und Kinder die Außenbahn zugewiesen. Unvergessen blieb, wie er in einem packenden Endspurt noch zum führenden Amerikaner Otis Davis aufschloss und sich auf der regennassen Bahn über die Ziellinie warf. Erst nach der Auswertung des Zielfotos wurde Davis zum Sieger erklärt, Kaufmann erhielt die Silbermedaille. Beiden Läufern wurde dieselbe Zeit zugesprochen: 44,9 s – damals Weltrekord. Das war drei Zehntelsekunden unter dem alten Weltrekord und damit das erste Mal, dass diese Strecke unter 45 Sekunden zurückgelegt wurde.
Davis hatte zuvor mit 46,8 s den Vorlauf, mit 45,9 s den Zwischenlauf und mit 45,5 s das Halbfinale absolviert; bei Carl Kaufmann sind die Zeiten mit 47,3, 46,5 und 45,7 s notiert. Kompetente Fachleute äußerten sich zum 400-Meter-Finallauf in Rom, darunter auch der Silbermedaillengewinner von 1956, Karl-Friedrich Haas: „So ein Rennen wird es so schnell nicht wieder geben. Unter dieser nervlichen Belastung Weltrekord zu laufen, das ist schon unwahrscheinlich. Es ist eigentlich müßig, noch über einen anderen Ausgang nach so großer Leistung zu diskutieren. Aber Kaufmann hätte sogar gewinnen können. Auf den ersten 50 Metern hat er Davis zu weit weggelassen. Das tut er sonst nie. Vielleicht wurde das entscheidend. Am Schluss war Kaufmann grandios.“ Heinz Fütterer wird wie folgt zitiert: „Wenn Charly etwas langsamer gewesen wäre, hätte er am Ende vielleicht noch diese physische Kraft gehabt, um als Erster durch das Ziel zu gehen, und hätte gewinnen können. Ich hatte ihn zuvor in Berlin bei den deutschen Meisterschaften im Vorlauf, Zwischenlauf, in der Vorentscheidung und im Finale gesehen und wusste, was er drauf hat. Er ist geradezu spielend gelaufen. Im Vorlauf ist er in 22,5 Sekunden angegangen und dann locker weitergelaufen. Ich habe vor Rom gesehen, dass er die 45 drauf hat. Carl war leichtfüßig, er war eine Mischung aus Sprinter und Steher.“
Eine weitere Silbermedaille gewann er als Schlussläufer der Staffel, neben ihm bestehend aus Hans-Joachim Reske, Manfred Kinder und Johannes Kaiser, die mit 3:02,7 min. knapp hinter der US-Staffel, den zweiten Rang belegte. Auch hier war Otis Davis zuerst über der Ziellinie. Sportjournalist Gustav Schwenk, Augenzeuge im römischen Olympiastadion, legte Wert auf die Feststellung: „Man muss sich das einmal vorstellen, die deutsche Staffel blieb unter dem Weltrekord, hat aber nicht gewonnen. Die Einzelzeit von Kaufmann in der Staffel war 44,86 s. Otis Davis lief langsamer. Kaufmann war der überragende Mann.“ Demgegenüber führt Sporthistoriker Volker Kluge in seiner Olympiachronik folgende Einzelzeiten auf: Reske 47,0; Kinder 45,6; Kaiser 45,4; Kaufmann 44,5! Davis wäre nach Kluges Angaben 44,4 gelaufen. Das alles, wohlgemerkt, bei fliegenden Wechseln.
Martin Lauer, Deutschlands ehemaliger Weltrekordler über 110 Meter Hürden, sagte rückblickend über Kaufmann in der FAZ am 25. März 1996: „Überglücklich könnte, ja würde sich die deutsche Leichtathletik auch heute noch schätzen, hätte sie so einen wie Charly. Er müsste nicht schneller laufen als damals, vor einem halben Jahrhundert, und wäre immer noch einer der Besten der Welt. Ich lege jedem ans Herz, das zu bedenken.“ Gustav Schwenk, der ihn jahrzehntelang begleitete, bezeichnete Carl Kaufmann „als Ausnahmeerscheinung in jeder Beziehung“. Bemerkenswert für Schwenk auch, dass „Carl sein ganzes Leben in Karlsruhe bei einem einzigen Trainer, nämlich Emil Welschinger, trainiert hat. Heutzutage wechseln unsere Athleten viel zu früh den Trainer. Bundestrainer Ferdi Kisters hat damals zwar Tipps gegeben, aber Charly blieb seinem Trainer treu!“
Für seine Leistungen wurde Kaufmann 1960 mit dem Silbernen Lorbeerblatt ausgezeichnet; weitere Ehrungen erhielt er durch die Verleihung des Bundesverdienstkreuzes am Bande des Verdienstordens der Bundesrepublik und der Würdigung durch die Goldene Plakette der Stadt Karlsruhe.

#### Der Ausklang als Läufer
Im Jahr nach der Olympiade in Rom, 1961, erreichte Kaufmann beim Länderkampf am 28. Oktober in Santiago de Chile mit 46,6 s seine beste Zeit. Vortragsreisen, Verpflichtungen als Sänger, Verheiratung im August 1961 und die Geburt der Söhne Michael (* 1962), Marcus (* 1963) und Christopher (* 1964), das spätere Sportexamen an der Technischen Hochschule in Karlsruhe, verhinderten immer mehr die kontinuierliche und zielgerichtete Trainingsarbeit. Mit 46,7 s belegte er am 11. August 1963 in Augsburg bei den deutschen Meisterschaften nochmals den vierten Rang, nach 47,5 s am 23. August 1964 in Berlin bei den Olympiaausscheidungen gelaufen, beendete er seine sportliche Laufbahn.

## Platzierungen bei deutschen Meisterschaften
- 1954 – 100 Meter: Jugendmeister in 11,0 s
- 1955 – 200 Meter: Meister in 21,4 s; 4 × 100 Meter: Meister in 40,8 s (Lothar Knörzer, Carl Kaufmann, Heinz Fütterer, Hans-Peter Meyer)
- 1956 – 200 Meter: Dritter in 21,7 s
- 1957 – 200 Meter: Zweiter in 21,5 s; 4 × 100 Meter: Zweiter in 40,9 s (Knörzer, Kaufmann, Fütterer, Meyer)
- 1958 – 400 Meter: Meister in 46,9 s
- 1959 – 400 Meter: Meister in 46,9 s
- 1960 – 400 Meter: Meister in 45,4 s
- 1961 – 400 Meter: Vierter in 47,9 s
- 1963 – 400 Meter: Vierter in 46,7 s; 4 × 400 Meter: Sechster in 3:15,0 min (Hans-Jürgen Heckenhauer, Gerhard Stegmann, Werner Hauger, Carl Kaufmann)
- 1964 – 400 Meter: Fünfter in 47,4 s; 4 × 400 Meter: Zweiter in 3:10,8 min (Stegmann, Gerhard Hennige, Klaus Weigand, Kaufmann)

## Familie
Carl Kaufmann war von 1962 bis 1975 verheiratet und hatte aus dieser Ehe drei Söhne. Seine 1985 geborene Tochter aus zweiter Ehe, Larissa Kaufmann, ist Leichtathletin bei der Leichtathletik-Gemeinschaft Karlsruhe und wurde mehrmals Badische Meisterin.